# Ptiladarcha consularis
Ptiladarcha consularis är en fjärilsart som beskrevs av Edward Meyrick 1933. Ptiladarcha consularis ingår i släktet Ptiladarcha och familjen Crambidae. Inga underarter finns listade i Catalogue of Life.